# George Wilson Bridges
Pour les articles homonymes, voir Bridges.
George Wilson Bridges, né le 6 juillet 1788 à Lawford en Essex et mort en 1863, est un clerc anglican, écrivain-voyageur, et pionnier de la photographie. 

## Biographie

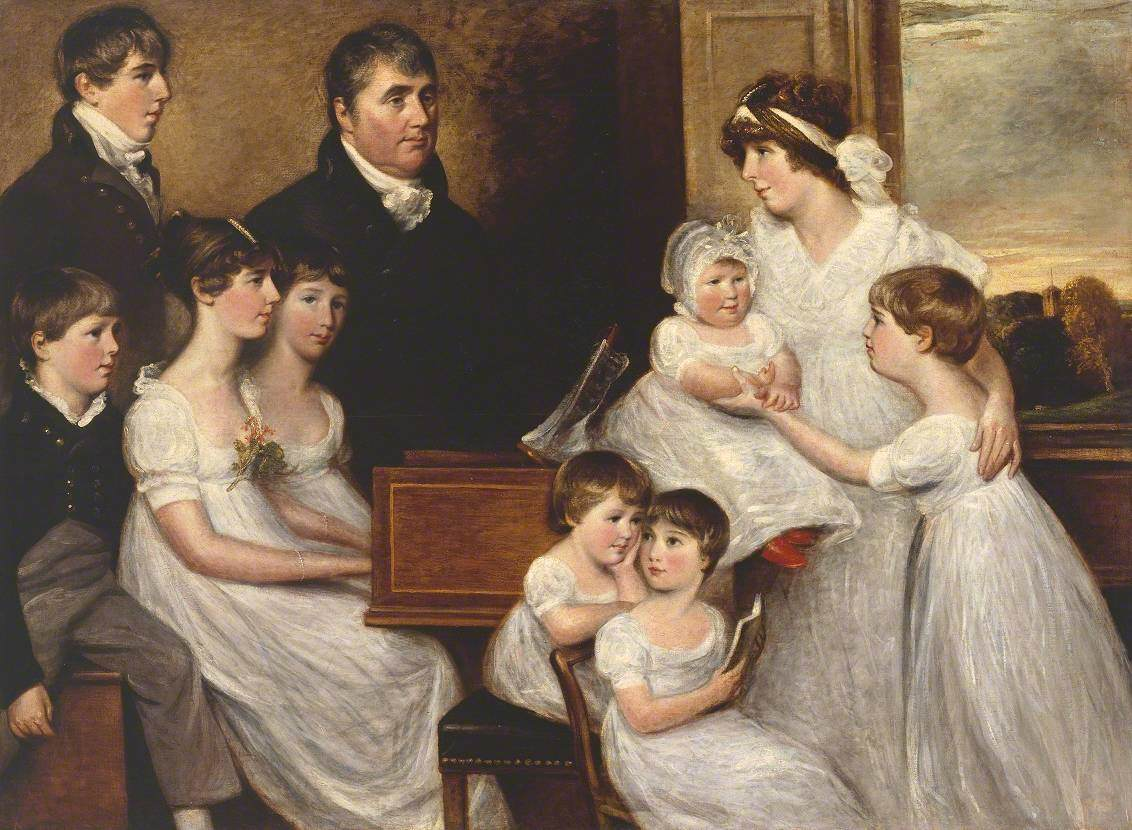
John Constable (1776-1837) - The Bridges Family - N06130 - National Gallery. Le jeune Georges (16 ans) se tient debout, sur la gauche du tableau.

George Wilson Bridges naît le 6 juillet 1788 à Lawford dans l'Essex, du banquier et marchand George Bridges et de son épouse Mary. La famille, assez prospère, composée de huit enfants, est peinte par John Constable à Lawford Place. Seul garçon, il hérite de la fortune familiale et se destine à être clerc. Le 24 décembre 1812 il est ordonné prêtre, et sur la recommandation de son père, il est affecté en premier lieu à St Andrew's Church, Frenze dans le Norfolk. En opposition à sa famille, il fait scandale en allant se marier le 24 août 1815 à Gretna Green avec Elizabeth Raby Brook, née à la Jamaïque, (1794 -1862), déjà enceinte de ses œuvres . 
En 1814, Bridges fait un tour d'Europe et fait publier un compte rendu de ses voyages. Alors qu'il est encore membre du Trinity College d'Oxford où il fait ses études, il visite la France, la Hollande, la Flandre, l'Allemagne et la Suisse, et en publie un récit 

### Pasteur à la Jamaïque
Bridges part pour la Jamaïque en 1816 à l'invitation du gouverneur de l'île, le Duc de Manchester. Il est attiré par le salaire intéressant. En 1817, il est recteur de Sainte-Dorothée, puis, à la fin novembre 1817, de l'église Saint-Marc à Mandeville où il doit superviser la paroisse jamaïcaine de Manchester de 1817 à 1823. L'église de la nouvelle colonie de Mandeville est fondée en 1816. Le tout premier bâtiment officiel construit est la maison du recteur. Bridges, avec l'approbation du conseil paroissial - une seule voix contre !-  loue cette maison - qu'il se refuse à habiter- comme taverne, et en retire 240 £ sur les 300 £ du loyer annuel.
En 1823, il prend en charge la paroisse voisine de Sainte Anne. Arrivé sans argent à la Jamaïque, il gagne déjà 1000 livres par an en 1823 grâce aux droits de funérailles, de mariages et de baptêmes, parmi lesquels des milliers d'esclaves. Il reste recteur de la paroisse jusqu'en 1837.
Bridge, connu pour ses positions esclavagistes et dénoncé à ce titre par la presse, s'élève contre l'abolition de l'esclavage et s'oppose aux missionnaires méthodistes. Une enquête parlementaire est diligentée en 1830 contre Bridges qui aurait fait flageller une esclave pour la punir d'avoir fréquenté les réunions méthodistes.Bridge crée un groupe dont l'objectif est de chasser les missionnaires de la Jamaïque.
Après que sa femme l'ait quitté avec l'un de ses deux fils en 1834 pour retourner en l'Angleterre, Bridges la suit après quelques mois pour retrouver ses six enfants sans pouvoir se réconcilier avec elle. Il quitte la Jamaïque pendant une année entière et retrouve un ancien gouverneur de l'ile, le comte De Belmore, Somerset Lowry-Corry. À la suite de l'abolition de l'esclavage dans l'empire Britannique, il se fait indemniser pour la perte financière de trois esclaves jamaïcains. En 1837, il se rapproche du leader abolitionniste John Sturge.

### Photographe
En 1837 le couple séparé doit affronter la perte de quatre de leurs filles dans un accident de bateau. Seul leur fils est sauvé, avec lequel Bridges s'embarque pour le Canada où il s'installe pour quelques années à Lake Rice, avant de revenir, malade, en Angleterre. Il devient recteur de l'église St Giles à Maisemore dans le Gloucestershire. Par l'intermédiaire de son fils, il entre en contact avec la famille Talbot , admiratif des publications de William Henry Fox Talbot, et en particulier de son ouvrage Le crayon de la Nature (The Pencil of Nature). Il s'agit du premier ouvrage imprimé avec des photographies, grâce au procédé du calotype. Bridges se forme à cette technique du négatif papier direct. En 1846, il loue sa maison de Rice Lake en Ontario (Wolf Tower) à Catharine Parr Traill. 
Les sept années suivantes, il visite Paris, l'Europe et l'Afrique du Nord,utilisant pour ses images la nouvelle technique du calotype. A Malte, il rencontre le révérend Calvert R. Jones et un entrepreneur, cousin de William Fox Talbot, Christopher Rice Mansel Talbot, qui fait du tourisme en Méditerranée sur son yacht, Galatea. Les deux lui apportent leur concours, à l'instigation de Fox Talbot qui reçoit un exemplaire de chaque cliché, qu'il développe, fournissant Bridges en papier photographique. 
En 1851, Bridges a visité l'Egypte, l'Italie, la Sicile, la Grèce, la Turquie, la Terre Sainte, et toute l'Afrique du Nord.
Les 1700 images produites par Bridges font partie des premières photographies des pays qu'il visite. Aujourd'hui, chaque négatif peut atteindre, à la vente, une valeur de plusieurs centaines de livres sterling.
En 1852, Bridges devient secrétaire de l'évêque de Bristol, James Monk, qui l'affecte au port de Beachley. Pour quarante livres par an, il a la charge de la paroisse de Gloucestershire et de l'église de St John.
Bridges publie nombre de recueils des 1700 négatifs qu'il a réunis, sans avoir réussi à bien les vendre.
En 1862 il publie un livre "Outlines and Notes of Twenty-Nine Years", les 29 années de références étant celles durant lesquelles il a vécu, séparé de son épouse, décédée cette année là.
Bridges meurt le 20 septembre 1863, pasteur de la paroisse de Beachley.

## Galerie

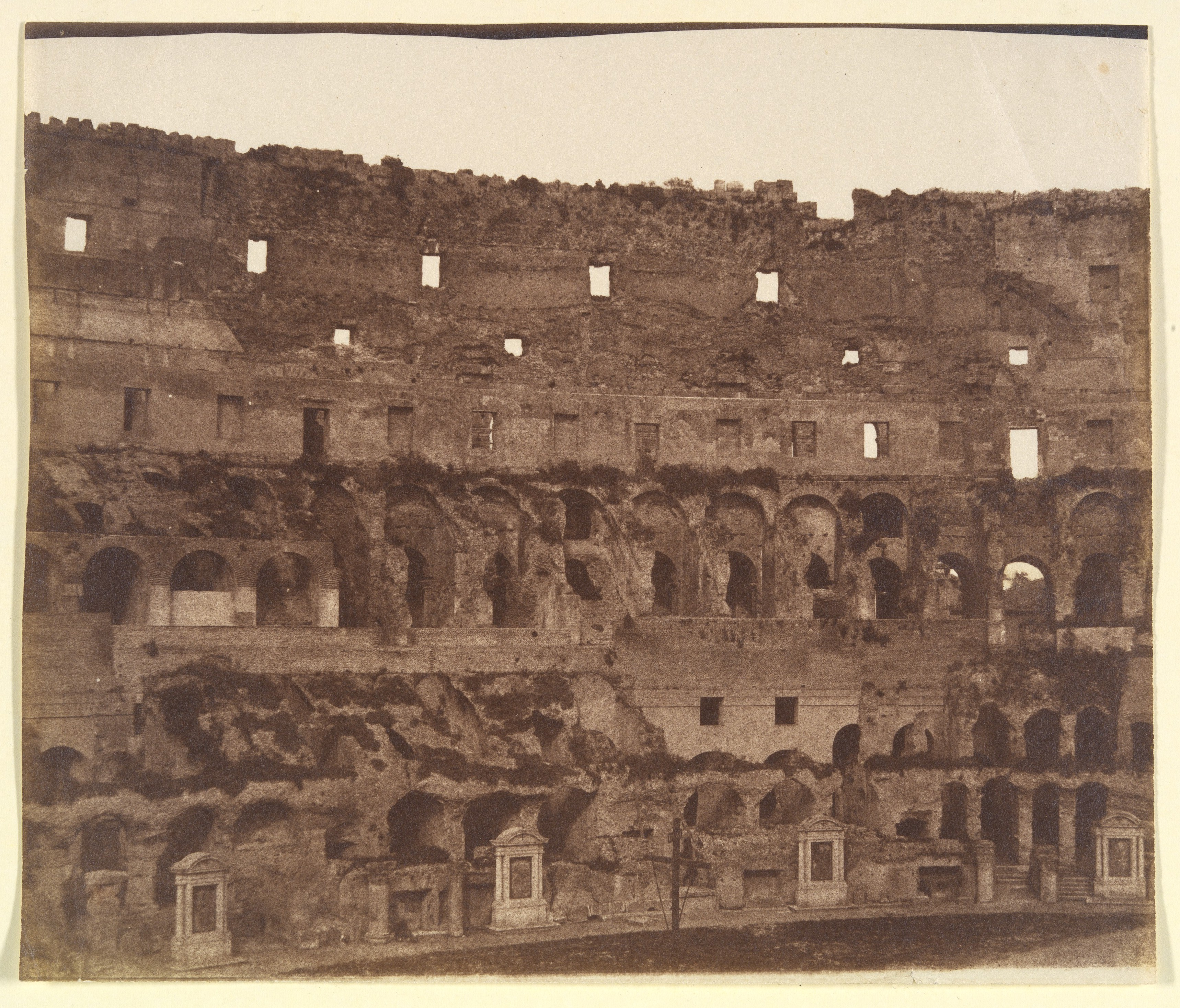
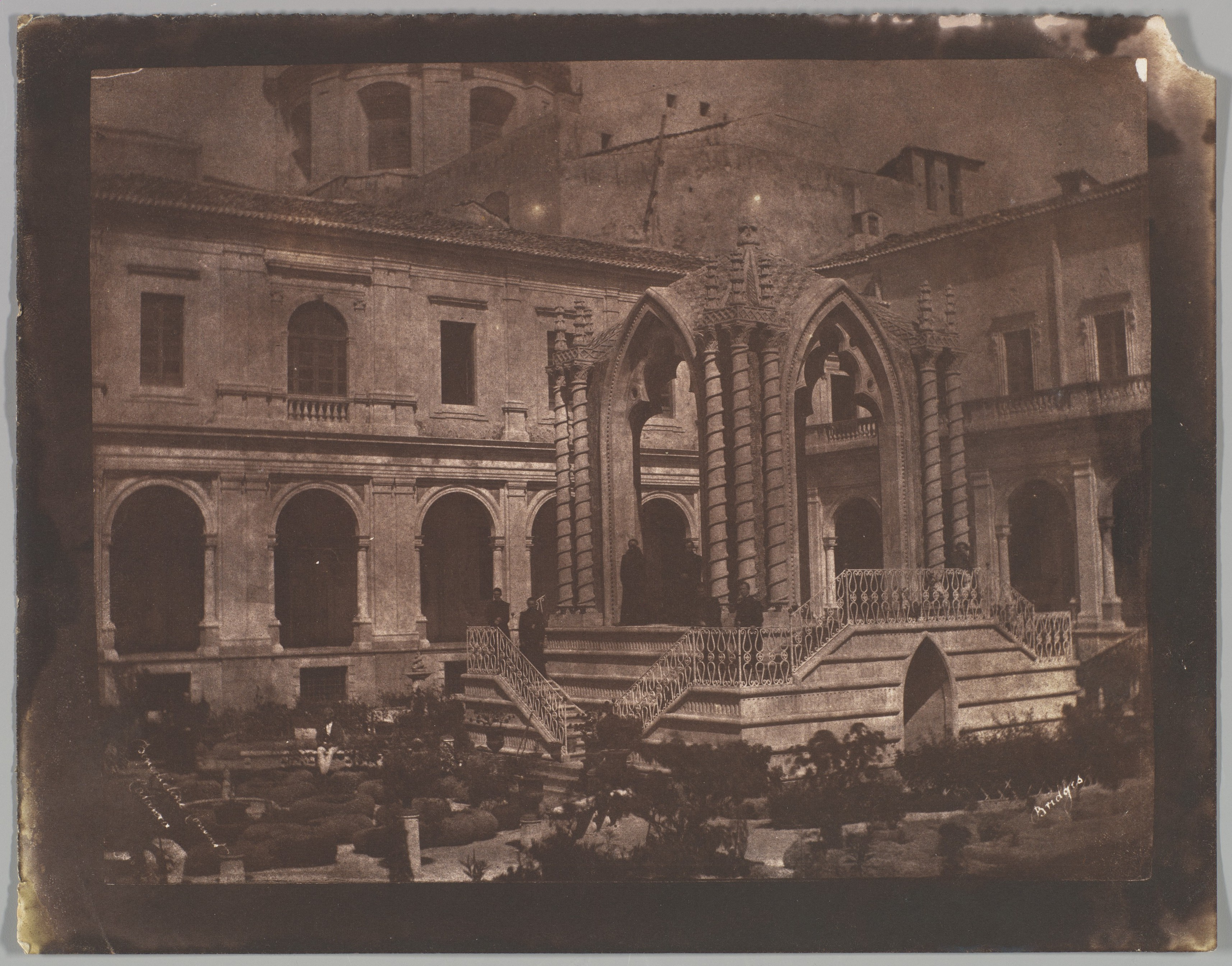
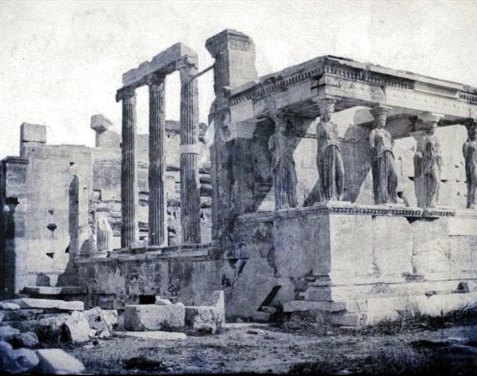
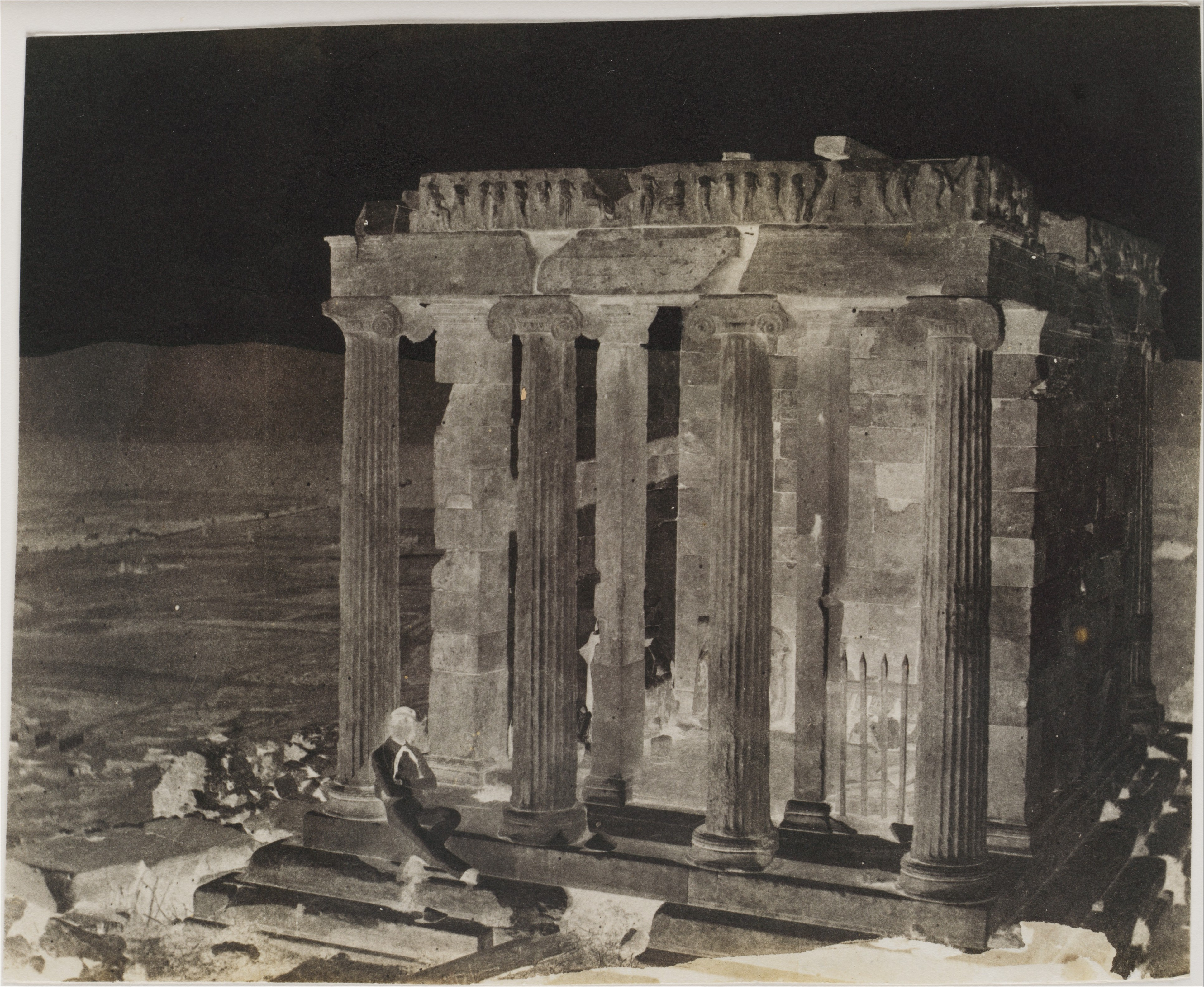

## Œuvres

### Livres
- (en) Georges Wilson Bridges, The Annals of Jamaica (vol. I), Londres, John Murray, 1828 (lire en ligne)
- (en) Georges Wilson Bridges, The Annals of Jamaica (vol. 2), Londres, John Murray, 1828 (lire en ligne)

La publication du volume 2 des Annals of Jamaica en 1828 vaut à Bridges une accusation de diffamation, en Angleterre. Le metis Louis Celeste Lecesne et son beau frère John Escoffery, exilés de l'île au titre du droit des étrangers en 1824 y sont décrits par Bridges, comme "n'ayant de cesse de planter leur dague dans le cœur des blancs." Le livre doit être retiré, avant d'être réimprimé, modifié lors de sa réimpression en 1829.

### Photos
- (en) Rev. George W. Bridges, Photographic Views, Illustrating The Bible, Londres, J. Hogarth, 1858-1859 (lire en ligne). Exemplaire d'une vente publique, vendu 500 000€